# Wadi Nahela
El Wadi Nahela (en árabe: وادي نحيله‎, romanizado: Wādī Nḥīlh), también conocido como Wādī Ghēl, Wadi Ghil, Wadi Nahail, Wadi Nahala, Wadi Nehaila o Wadi Nuhaila, es un valle o río seco, con caudal efímero o intermitente, que fluye casi exclusivamente durante la temporada de lluvias, situado al noreste de los Emiratos Árabes Unidos, en el Emirato de Ras al Jaima.
Forma su propia cuenca hidrográfica, que cuenta con una superficie aproximada de 38,84 km², y limita al norte y al noreste con la cuenca hidrográfica del Wadi Naqab; al este con la del Wadi Kiriba; al sureste con la cuenca del Wadi Al Tawiyeen; al suroeste con wadis menores que vierten sus aguas a la gran llanura aluvial de Jiri plain, a la altura de la localidad de Khatt; y al oeste con la misma llanura, en la que desemboca.
Casi la totalidad de esta cuenca hidrográfica está situada en el Emirato de Ras al Jaima. Únicamente una pequeña porción de 0,77 km², al sur de la cuenca, pertenece al Emirato de Fuyaira.
El punto más elevado se encuentra en el extremo oriental, en la cima del Jabal Harf (1.420 m s. n. m.), en cuya vertiente occidental, nacen el Wadi Baqal, y otros importantes afluentes y subafluentes del Wadi Nahela.
Los pueblos más destacados de la cuenca hidrográfica del Wadi Nahela son Baqal  y Tala, aunque existen otras pequeñas aldeas y granjas diseminadas, la mayoría de ellas sin habitantes permanentes.  

## Recorrido
El nacimiento del cauce principal del Wadi Nahela se sitúa aproximadamente a una altitud de 903 m s. n. m., en un punto equidistante entre el Jabal Ash Sharaf (639 m s. n. m.)  y el Aqbat Al Kibs (1209 m s. n. m.), muy próximo a la línea de demarcación territorial entre los emiratos de Ras al Jaima y Fuyaira, al sureste de la cuenca hidrográfica.
En el primer kilómetro y medio desde su nacimiento, el Wadi Nahela tiene una pendiente muy fuerte, propia de un torrente en su curso alto, perdiendo en ese corto intervalo más de 500 metros de elevación.

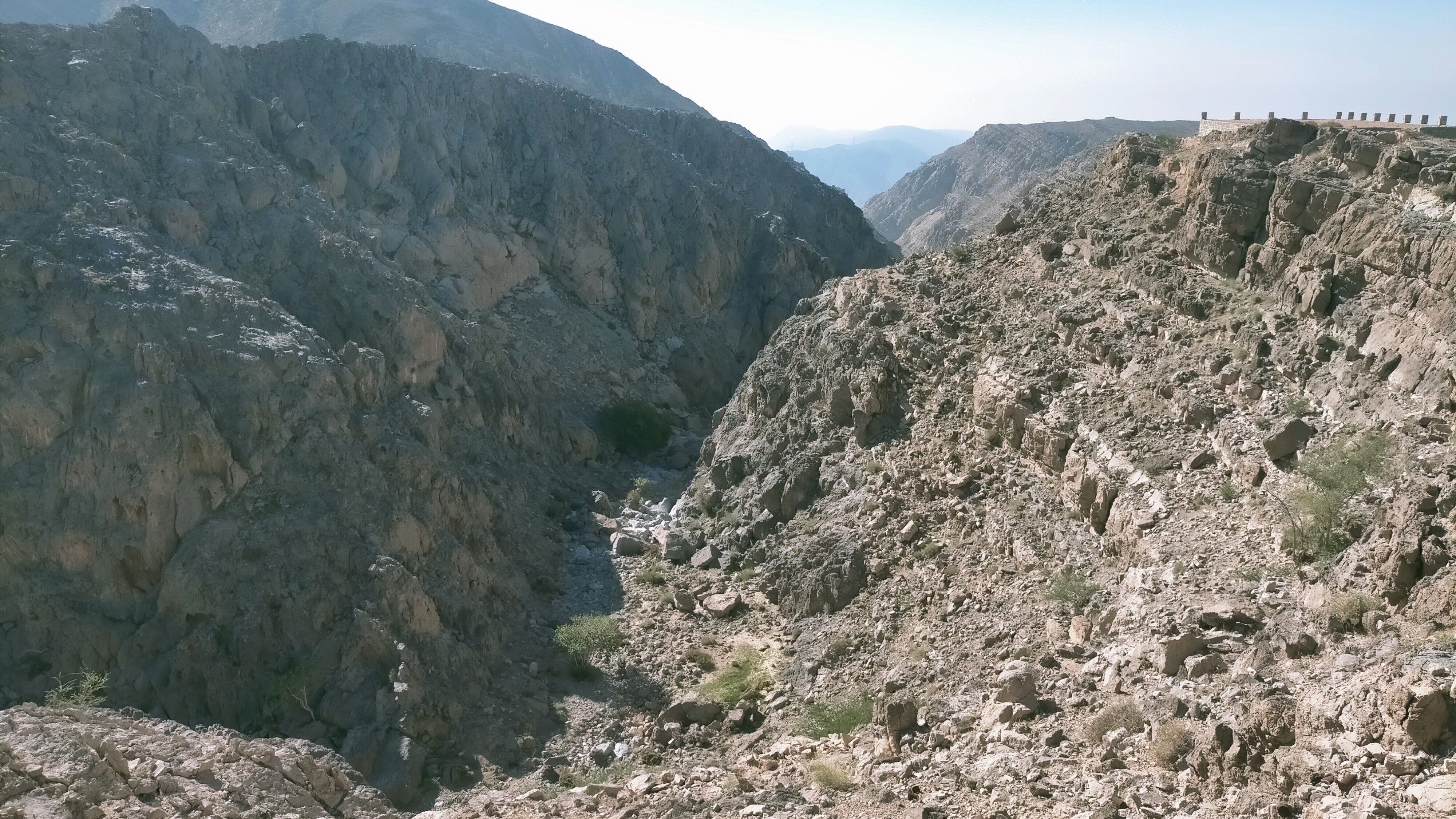
Vista del Wadi Baqal, afluente del Wadi Nahela, a su paso por el pueblo de Baqal

A partir de ese punto, el wadi modera su pendiente y sigue un trazado propio de un curso medio recibiendo por la derecha la confluencia de un importante afluente que inicia su curso en la vertiente occidental del Jabal Harf, y del Wadi Baqal.
Setecientos metros después de la desembocadura del Wadi Baqal, podemos encontrar en la orilla izquierda del wadi las ruinas de un antiguo poblado, con las habituales construcciones de piedra seca, y casi al término del curso medio, la confluencia de un pequeño wadi afluente, también por la derecha, muy popular entre los excursionistas porque su cauce conduce hacia una zona con pintorescas cuevas, conocidas con el nombre de Baqal Caves.
Al inicio del curso bajo del Wadi Nahela, en el punto en el que el actual cauce del wadi vira hacia el noroeste, se construyó en 1986 una pequeña presa, destinada a alimentar los recursos hídricos subterráneos y a reducir los daños por eventuales inundaciones, que recibe el nombre de Wadi Nahela Breaker (en árabe: حاجز وادي نحيله‎).

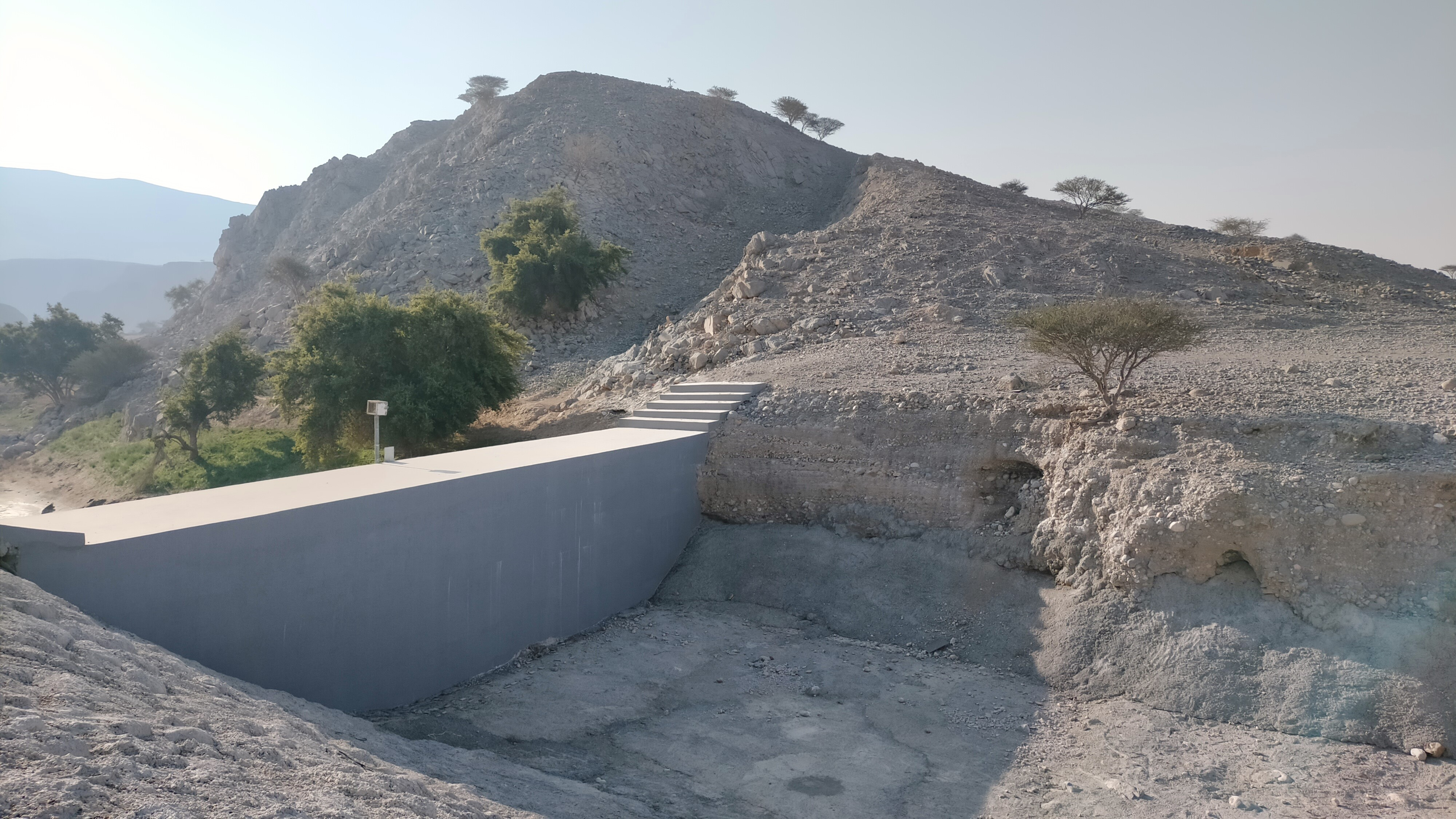
Wadi Nahela breaker, pequeña presa construida en 1986

Durante el primer kilómetro y medio de recorrido, después de la presa, el Wadi Nahela sigue un cauce bien definido, con un lecho de cantos rodados, y costados de materiales sedimentarios erosionados por el agua, pero después el cauce del wadi va perdiendo definición, y se va integrando progresivamente en la Jiri plain, formando un abanico aluvial. Sus costados pierden altura y esporádicamente se ensancha considerablemente y se divide en sucesivas bifurcaciones.
Cada nueva bifurcación reparte las potenciales aguas y los brazos resultantes pierden caudal e intensidad, por lo que los nuevos cauces pierden también definición, resultando muy difícil determinar cuál es el brazo principal, sobre todo porque como suele ocurrir en otras llanuras aluviales de similar morfología, con el paso del tiempo la corriente del wadi también puede ser divagante, entre unas lluvias torrenciales y otras, alterando mucho los cursos anteriores, que sin embargo mantienen su huella en la planicie.
Hacia la mitad de su curso bajo, poco antes de su desembocadura, el Wadi Nahela recibe por la izquierda la confluencia de otros dos importantes afluentes: el Wādī Diwе̄rah  (identificado en los mapas antiguos como Wadi Duwaira)  y el Wādī Al Mawārid  (también conocido como Wadi Muwarid).

## Toponimia

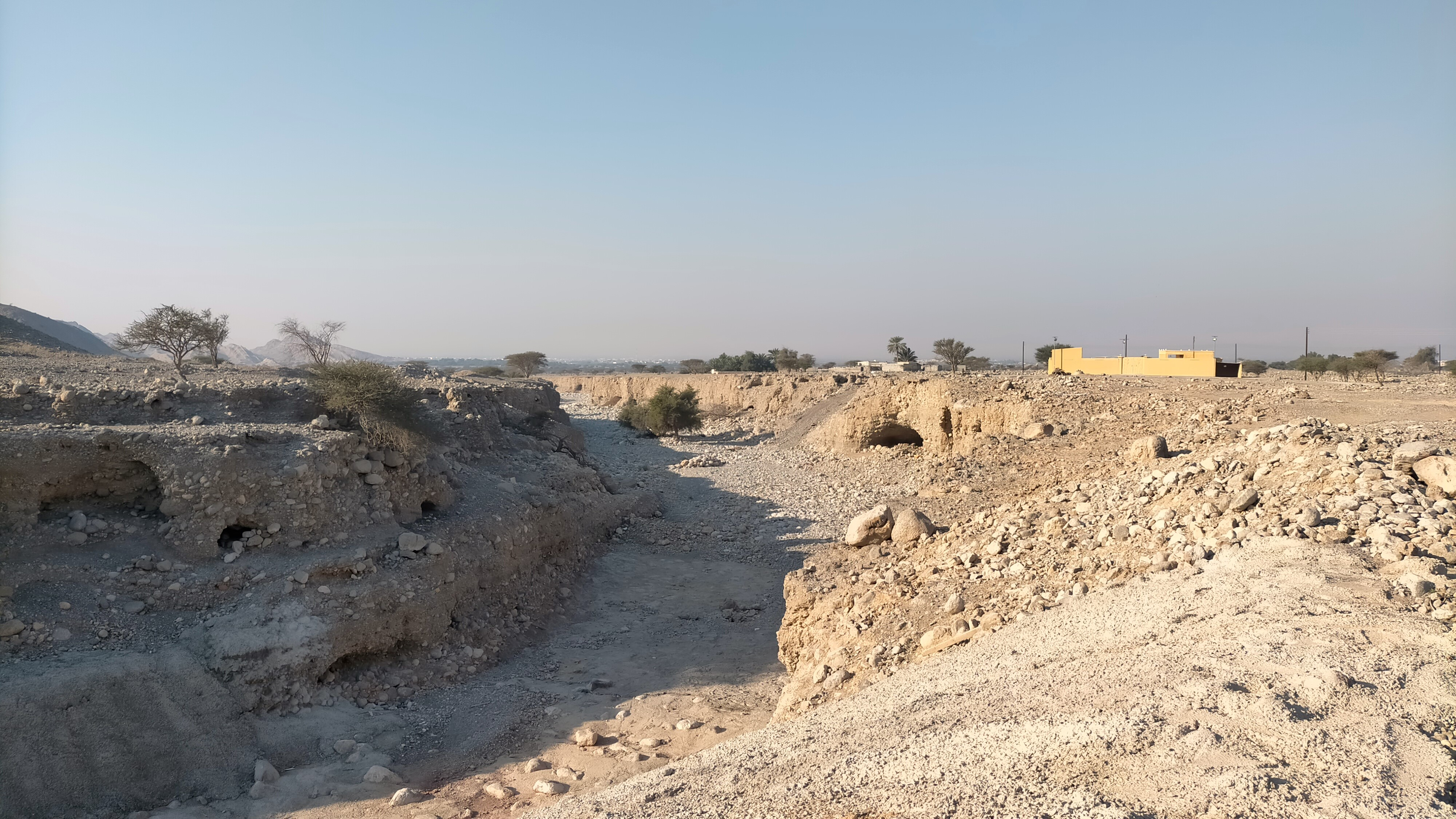
Vista del Wadi Nahela en su curso bajo, después del Wadi Nahela breaker

Nombres alternativos: 	Wādī Ghēl, Wadi Ghil, Wadi Nahail, Wadi Nahala, Wadi Nehaila, Wadi Nuhaila, Wādī Nḥīlh.
En el Atlas Nacional de Emiratos Árabes Unidos consta con la grafía Wādī Ghēl.
Los nombres del Wadi Nahela (con la grafía Wadi Nahail) y el de su afluente Wadi Baqal, quedaron registrados en la documentación y mapas elaborados entre 1950 y 1960 por el arabista, cartógrafo, militar y diplomático británico Julian F. Walker, durante los trabajos efectuados para el establecimiento de fronteras entre los entonces denominados Estados de la Tregua, completados posteriormente por el Ministerio de Defensa del Reino Unido, en mapas a escala 1:100.000 publicados en 1971.

## Población
Toda el área próxima al Wadi Nahela y sus afluentes estuvo poblada por la tribu Habus, repartida, entre las zonas tribales de Bani Idaid  Banī Ḩasan  y Banī Rayyil.